# Биша, Мари Франсуа Ксавье

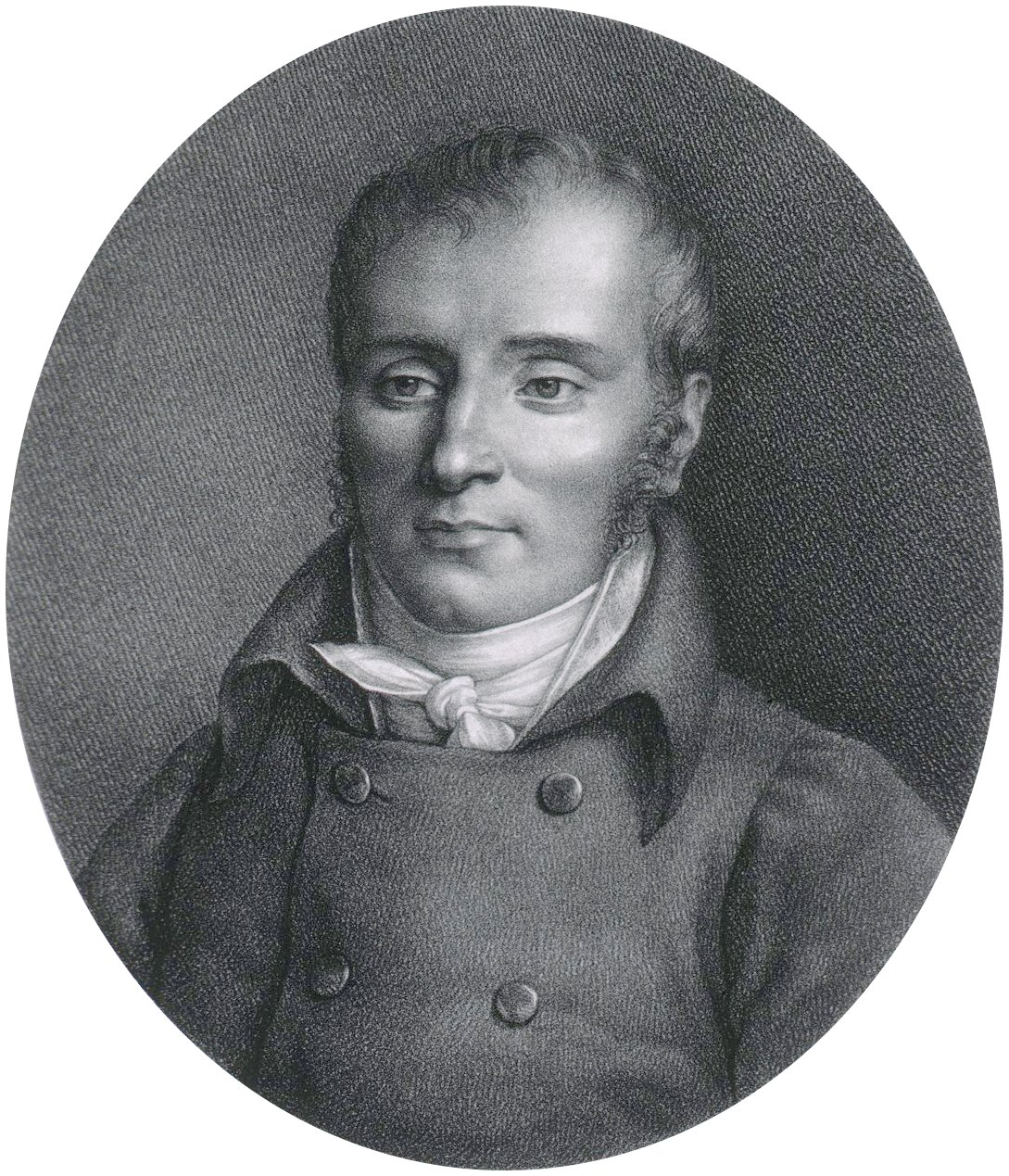
Мари Франсуа Ксавье Биша

Мари́ Франсуа́ Ксавье́ Биша́ (фр. Marie François Xavier Bichat; 14 ноября 1771 — 22 июля 1802, Париж) — французский анатом, физиолог и врач.
Является одним из основоположников современной танатологии. Биша разработал учение о жизненном треножнике, впервые отметив, что процесс умирания происходит неравномерно. Биша принадлежит одно из определений понятия жизнь: «совокупность отправлений, противящихся смерти».
Биша хорошо известен как отец современной гистологии и патологии, имя которого для всей Европы ассоциировалось с важными изменениями в медицинском мышлении. Несмотря на то, что Биша работал без микроскопа, он внёс значительный вклад в понимание человеческого тела. Он первым ввёл понятие тканей (фр. tissu) как независимых сущностей. Биша утверждал, что болезни атакуют ткани, а не органы целиком. Первым обратил внимание на наличие жировых тел между жевательной и щёчной мышцами, впоследствии получивших его имя.

## Биография
Отец Биша был врачом и первым наставником сына. Затем Биша учился в Лионе. Он делал быстрые успехи в математике и естественных науках, но, наконец, сконцентрировался на изучении анатомии и хирургии под руководством Марка-Антуана Пти (Marc-Antoine Petit, 1766—1811), главного хирурга больницы Отель-Дьё де Лион (фр. Hôtel-Dieu de Lyon — «Лионский Божий дом»).
Революционные волнения вынудили его в 1793 году искать убежища в Париже. Там он стал учеником Пьера-Жозефа Дезо (Pierre-Joseph Desault), который был так впечатлён его гением, что взял ученика в свой дом и относился к нему как к приёмному сыну. Два года Биша активно участвовал во всех работах Дезо, в то же время проводя собственные исследования в анатомии и физиологии.
Неожиданная смерть Дезо в 1795 стала сильным ударом для Биша. Он счел своим главным долгом отплатить почившему покровителю за оказанную поддержку — поддерживал вдову и сына покойного, завершил четвёртый том Journal de Chirurgie Дезо, в который добавил биографические мемуары автора.
Кроме того, Биша поставил перед собой цель объединить и каталогизировать взгляды Дезо по вопросам хирургии, высказанные им в публикациях в различных периодических изданиях. Он собрал их в Euvres chirurgicales de Desault, ou tableau de sa doctrine, et de sa pratique dens le traitement des maladies externes (1798—1799) — в этом труде Биша, хотя он и претендовал только на продвижение идей другого автора, разрабатывает идеи Дезо с чёткостью специалиста своего дела.
В 1797 году он начал курс анатомических демонстраций. Их успех вдохновил Биша расширить план своих лекций и отважно заявить о курсе операционной хирургии.
В следующем, 1798-м, году он читает отдельный курс физиологии. Болезнь на время прерывает эту деятельность, но, ещё не успев выздороветь, он с тем же жаром, что и ранее, бросается в новые дела.
В 1800—1802 гг. вместе с Пьером Нистеном проводит исследования в области кардиологии с использованием электричества.
В 1802 году Биша умер в возрасте 31 года от туберкулёза. Лечивший его доктор Корвизар так написал Наполеону о смерти своего пациента: «Биша скончался на поле брани, которое взяло уже немало жертв; едва ли найдётся кто-нибудь другой, кто сделал в такое короткое время так много и столь важного».

## Взгляды
Биша был представителем витализма. Он признавал и подчёркивал качественное своеобразие явлений жизни, но считал, что принципиальное отличие явлений жизни от предметов неживой природы связано с наличием в организмах особой, непознаваемой по своей сущности «жизненной силы».
Органы тела животных Биша разделял на «растительные» и «животные». Первые характеризуются тем, что действуют непроизвольно и беспрерывно, вторые — тем, что действуют самопроизвольно, с перерывами и отдыхом во время сна.
Всю физиологию он разделил на две группы: анимальную (животную) и вегетативную (органическую). Соответственно этому он подразделял нервную систему на анимальную (управляющую отношением животного к внешнему миру) и вегетативную (регулирующую кровообращение, дыхание, пищеварение, выделение и процессы обмена веществ).

## В литературе
Работы Биша входили в круг чтения Евгения Онегина; возможно, это значит, что герой Пушкина задумался о смерти, но не исключено, что имя физиолога-«скептика» (наряду с Бейлем) включено в список, чтобы подчеркнуть широту чтения «без разбора», набор авторов самых разных философских взглядов:

Стал вновь читать он без разбора.

Прочёл он Гиббона, Руссо,

Манзони, Гердера, Шамфора,

Madame de Staël, Биша, Тиссо,

Прочёл скептического Беля,

Прочёл творенья Фонтенеля…
— (Глава VIII, строфа XXXV)
В комментарии к этому месту «Евгения Онегина» В. В. Набоков высоко отзывается о научном стиле Биша.

## Произведения Биша
- Биша, Мари Франсуа Ксавье. Физиологические исследования о жизни и смерти : С прим. пер. и со ст. «О жизни, трудах и значении Биша» / Пер. с фр. П. А. Бибиков. — Санкт-Петербург : Тип. И. И. Глазунова, 1865. — LVIII, 458 с.
- Traité des membranes en général, et de diverses membranes en particulier
- Anatomie générale appliquée à la physiologie et à la médecine
- Recherches physiologiques sur la vie et la mort